# Pseudomerulius elliottii
Pseudomerulius elliottii är en svampart som först beskrevs av George Edward Massee, och fick sitt nu gällande namn av Jülich 1979. Pseudomerulius elliottii ingår i släktet Pseudomerulius och familjen Tapinellaceae.   Inga underarter finns listade i Catalogue of Life.